# اوگو پرس
اوگو پرس (اسپانیایی: Hugo Pérez‎؛ زادهٔ ۸ نوامبر ۱۹۶۳) بازیکن سابق و مربی فوتبال السالوادوری‌تبار اهل ایالات متحده آمریکا است.
از باشگاه‌هایی که در آن بازی کرده‌است می‌توان به باشگاه فوتبال الاتحاد، باشگاه فوتبال ستاره سرخ، و باشگاه فوتبال اورگریته اشاره کرد.
وی همچنین در تیم ملی فوتبال ایالات متحده آمریکا بازی کرده‌است.